# 塵緣
《塵緣》，香港歌手羅文於1988年推出的歌曲，由徐日勤包辦作編曲，有粵、國語兩版，前者由林夕填詞；後者由娃娃填詞，是台灣古裝電視劇《八月桂花香》的主題曲。

## 背景和詞曲
徐日勤所創作的旋律略帶中國味，編曲以合成器為主。
林夕按曲風和羅文的歌路尋找靈感，並以較抽象和面向大眾的角度描繪個人的經歷：聚散匆匆的大學宿舍生涯；但他曾表示不大喜歡此詞，因為填詞時計算得太精密。歌曲收錄於羅文該年3月發表的粵語專輯《塵緣》中，1989年1月亞洲電視外購《八月桂花香》時也獲引為主題曲。
羅文於1987年末起開拓台灣市場，1988年8月獲邀為台視10月開播的《八月桂花香》演唱主題曲，並沿用〈塵緣〉的樂曲。筆名為娃娃的陳玉貞看完《八月桂花香》的劇情大鋼後填詞，採用了淺白的文言。歌曲收錄於羅文該年年末發表的國語專輯《塵緣》中。

## 評價
詞評人黃志華認為林夕擅於借景襯情，歌詞境界「幽冷」。
評論人胡又天認為國語版曲、詞、演唱的風格「淡然和暢」；詞人以古典詩詞「香草美人」的筆法，描寫「一位有殘夢、有感悟的過來人」。音樂人陳樂融則讚賞歌詞末句嵌入劇名，「暗」一字「展露了『流年幾度偷換』的高級無奈」。

## 反響和獎項
粵語版曾獲得1988年無線電視勁歌金曲第一季季選獎，以及登上香港電台中文歌曲龍虎榜一周冠軍。
國語版普遍被視為羅文的國語代表作，評論人管仁健又認為歌曲比《八月桂花香》流傳更廣
。